# Roberto Zywica
Roberto Jaime Zywica (Buenos Aires, Argentina; 21 de enero de 1947-18 de julio de 2025) fue un futbolista argentino que se desempeñaba como centrocampista.

## Clubes
| Club                        | País      | Año         |
| --------------------------- | --------- | ----------- |
| River Plate                 | Argentina | 1966 - 1968 |
| Gimnasia y Esgrima La Plata | Argentina | 1969 - 1971 |
| Stade de Reims              | Francia   | 1971 - 1974 |
| Troyes AC                   | Francia   | 1974 - 1975 |
| Toulouse FC                 | Francia   | 1975 - 1976 |
| GFCO Ajaccio                | Francia   | 1976 - 1977 |
| All Boys                    | Argentina | 1977 - 1978 |
| Nueva Chicago               | Argentina | 1979        |
| Banfield                    | Argentina | 1981 - 1982 |
| Atlanta                     | Argentina | 1982        |